# Samuel Alito
Samuel Anthony Alito (Trenton, Nueva Jersey; 1 de abril de 1950) es un juez magistrado estadounidense destacado como Juez asociado de la Corte Suprema de los Estados Unidos. El 31 de octubre de 2005, el presidente George W. Bush lo nominó para ser juez de la Corte Suprema de los Estados Unidos tras el retiro de la jueza asociada Sandra Day O'Connor. El Senado confirmó a Alito tres meses después, el 31 de enero de 2006. Se esperaba que Alito se uniese a las voces del ala conservadora de la Corte Suprema.
Hijo de padres inmigrantes italianos, se graduó de la Universidad de Princeton en 1972 y luego estudió Derecho en la Universidad de Yale, de donde se graduó en 1975. Durante la década de los ochenta, trabajó como abogado para el Gobierno de los Estados Unidos, específicamente bajo la administración del Presidente Ronald W. Reagan. Es el segundo italo-americano en ser nombrado magistrado del Supremo. Es miembro del Opus Dei.
En 1990, el presidente George H. W. Bush lo nombró Juez del Tercer Circuito de Apelaciones. Como juez apelativo, destacó por ser un jurista de corte conservador, votar en contra de la legalización del aborto y a favor de los poderes del gobierno. De hecho, debido a sus opiniones judiciales, se le apoda Scalito, en referencia al Juez Asociado del Tribunal Supremo Antonin Scalia, al que se veía como la voz principal del ala conservadora de la corte.
Su nominación tuvo lugar después de que el presidente Bush retirara la nominación de la abogada Harriet Miers. Grupos conservadores de los Estados Unidos apoyaron abrumadoramente la selección de Alito a la Corte Suprema, mientras que los sectores liberales se mostraron preocupados porque el juez Alito moviese el balance de la Corte demasiado hacia la derecha. De hecho, el senador demócrata John Kerry intentó bloquear la votación final sobre la nominación de Alito, pero no logró reunir la cantidad de votos necesarios. Finalmente, el Senado confirmó a Alito tras una votación final de 58-42.